# Lega Nazionale A 2014-2015 (hockey su pista)
La Lega Nazionale A 2014-2015 è stata la 83ª edizione del torneo di primo livello del Campionato svizzero di hockey su pista.

È stato organizzato dalla federazione svizzera.

La competizione è iniziata il 4 ottobre 2014 e si è conclusa il 17 maggio 2015.

Il torneo fu vinto dal Rollschuh-Sport Basel per la 2ª volta nella sua storia.

## Squadre partecipanti
| Città               | Club                        | Piazzamento Stagione precedente |
| ------------------- | --------------------------- | ------------------------------- |
| Altdorf             | Rink-Hockey Club Uri        | 3º posto in LNA                 |
| Basilea             | Rollschuh-Sport Basel       | 6º posto in LNA                 |
| Biasca              | Roller Club Biasca          | 7º posto in LNA                 |
| Diessbach bei Büren | Rink-Hockey Club Diessbach  | 5º posto in LNA                 |
| Ginevra             | Genève Rink-Hockey Club     | Campione di Svizzera            |
| Montreux            | Montreux Hockey Club        | 8º posto in LNA                 |
| Uttigen             | Rollsport-Club Uttigen      | 4º posto in LNA                 |
| Vordemwald          | Rink-Hockey Club Vordemwald | 1º posto in LNB                 |
| Weil am Rhein       | RSV Weil am Rhein 1952 e.V. | 2º posto in LNA                 |
| Wimmis              | Rink-Hockey Club Wimmis     | 9º posto in LNA                 |

## Stagione regolare

### Classifica finale
|  | Pos. | Squadra    | Pt | G  | V  | N | S  | GF  | GS  | D   | Note |
|  | ---- | ---------- | -- | -- | -- | - | -- | --- | --- | --- | ---- |
|  | 1.   | Ginevra    | 51 | 18 | 17 | 0 | 1  | 125 | 49  | +76 |      |
|  | 2.   | Basilea    | 42 | 18 | 15 | 0 | 3  | 78  | 41  | +38 |      |
|  | 3.   | Diessbach  | 37 | 18 | 12 | 0 | 6  | 86  | 70  | +16 |      |
|  | 4.   | Montreux   | 35 | 18 | 11 | 0 | 7  | 72  | 54  | +18 |      |
|  | 5.   | Weil       | 26 | 18 | 9  | 0 | 9  | 58  | 56  | +2  |      |
|  | 6.   | Biasca     | 24 | 18 | 7  | 0 | 11 | 64  | 72  | -8  |      |
|  | 7.   | Uri        | 18 | 18 | 7  | 0 | 11 | 60  | 80  | -20 |      |
|  | 8.   | Uttigen    | 15 | 18 | 5  | 0 | 13 | 43  | 88  | -45 |      |
|  | 9.   | Wimmis     | 13 | 18 | 4  | 0 | 14 | 62  | 94  | -32 |      |
|  | 10.  | Vordemwald | 9  | 18 | 3  | 0 | 15 | 58  | 102 | -44 |      |

## Play off
|  | Quarti di finale | Quarti di finale | Quarti di finale | Quarti di finale | Quarti di finale |  |  | Semifinali | Semifinali | Semifinali | Semifinali | Semifinali |   |   | Finale | Finale  | Finale | Finale | Finale |  |
|  |                  |                  |                  |                  |                  |  |  |            |            |            |            |            |   |   |        |         |        |        |        |  |
|  | 1                | Ginevra          | Ginevra          | 7                | 11               |  |  |            |            |            |            |            |   |   |        |         |        |        |        |  |
|  | 8                | Uttigen          | Uttigen          | 4                | 1                |  |  | 1          | Ginevra    | Ginevra    | 2          | 12         |   |   |        |         |        |        |        |  |
|  | 4                | Montreux         | Montreux         | 1                | 5                |  |  | 4          | Montreux   | Montreux   | 1          | 4          |   |   |        |         |        |        |        |  |
|  | 5                | Weil             | Weil             | 0                | 2                |  |  |            |            |            |            |            |   |   | 1      | Ginevra | 3      | 5      | 4      |  |
|  | 3                | Diessbach        | Diessbach        | 9                | 8                |  |  |            |            | 2          | Basilea    | 5          | 4 | 8 |        |         |        |        |        |  |
|  | 7                | Uri              | Uri              | 8                | 3                |  |  | 3          | Diessbach  | Diessbach  | 2          | 4          |   |   |        |         |        |        |        |  |
|  | 2                | Basilea          | Basilea          | 5                | 4                |  |  | 2          | Basilea    | Basilea    | 5          | 5          |   |   |        |         |        |        |        |  |
|  | 6                | Biasca           | Biasca           | 1                | 1                |  |  |            |            |            |            |            |   |   |        |         |        |        |        |  |

## Verdetti

### Campioni
| Campione di Svizzera 2014-2015  |
| ------------------------------- |
| Rollschuh-Sport Basel 2º titolo |

### Altri verdetti
| Qualificazioni / retrocessioni           | Club |
| ---------------------------------------- | --- |
| CERH European League 2015-2016           | Rollschuh-Sport Basel                                                                                               |
| Coppa CERS 2015-2016                     | Rink-Hockey Club Diessbach Genève Rink-Hockey Club Montreux Hockey Club Rink-Hockey Club Uri Rollsport-Club Uttigen |
| Retrocesso in Lega Nazionale B 2015-2016 | Rink-Hockey Club Vordemwald                                                                                         |